# Фульк де Вілларе
Фульк де Вілларе (фр. Foulques de Villaret; д/н — 1 вересня 1327) — 24-й великий магістр ордену Госпітальєрів у 1305—1319 роках.

## Життєпис

### Кар'єра
Походив зі старовинного шляхетського роду Вілларе з Жеводанського графства (Лангедок). Його родичі обіймали різні посади в ордені госпітальєрів. Син сеньйора де Серв'єра. Замолоду став членом ордену.
Кар'єру зробив завдяки стрийкові Вільгельму, що 1296 року став великим магістром. 1299 року призначається адміралом орденського флоту. 1300 року очолював флот госпітальєрів, що брав участь у нападі християн на Олександрію в Єгипті. 1301 року разом з тамплієрами і кіпріотами захопив й сплюндрував місто Тортоса в Сирії. Того ж року призначається великим прецептором. 1303 року стає лейтенантом великого магістра.

### На чолі ордену
Після смерті стрийка 1305 року був обраний новим очільником ордену (знаний як великий магістр ордену лицарів Кіпру). Невдовзі вирушив до Риму, де обговорював з папою римським Климентом V питання про переїзд госпітальєрів з Кіпру на Родос, згідно з планом Вільгельма де Вілларе. Але відкинув прагнення Папського престолу об'єднати ордени госпітальєрів та тамплієрів.
У травні-червні 1306 року на Родос прибуло 6 кораблів ордену з 35 лицарями і 500 піхотинцями. На той час островом з 1300 року володів Месуд-бей, правитель бейліка Ментеше. Але на той час він був вже послаблений поразкою 1304 року від візантійців. Протягом 1306 року було захоплено замки Фераклос і Ліндос, але спроба зайняти місто Родос виявилася невдалою. У листопаді 1307 року завдяки зраді одного з греків лицарі захопили важливу фортецю на горі Філерм. Основні бойові дії тривали протягом 1308—1310 років, коли госпітальєри на чолі з Фульком де Вілларе, що зібрав в Європі 300 лицарів і 3 тис. піхоти, повністю заволоділи Родосом. Саме місто Родос впало 15 серпня 1309 року.
При цьому 1306 року Генеральний капітул з ініціативи великого магістра звернувся до візантійського імператора Андроніка II щодо отримання пільг ордену в імперії в обмін на військову допомогу, але 1307 року отримав відмову. Водночас госпітальєри захопили руїни Галікарнасу і замок Кастелорізо.
Разом з тим 1307 року під тиском погодився прибути до Авіньйону для обговорення питання про об'єднання орденів госпітальєрів та тамплієрів. Проте ще до прибуття де Вілларе французький король Філіпп IV почав дії щодо арешту очільників тамплієрів. Втім де Вілларе був в Авіньйоні до 1308 року.
По поверненню до Кіпру активно втручався у політичні справи в королівстві. У 1310 році допоміг поваленому королю Генріху II повалити свого брата Аморі, який оголосив себе регентом і мав фактичну владу. На дяку за це король надав численні привілеї ордену та земельні маєтності.
Разом з тим активно зміцнював політичне і правове становище ордену в нових умовах. 1310 року Фульк де Вілларе змінив назву на затверджений Климентом V в 1310 році статус на Суверенний Військовий орден Госпітальєрів святого Іоанна Єрусалимського Родосу (стисло — орден Родоський лицарів). З цього часу відомий як великий магістр ордену лицарів Родосу. Вперше госпітальєри були позначені як родоські лицарі в папській буллі 1313 року. В цей час орден опинився у небезпеці. 1312 року після знищення ордену тамплієрів французький король Філіпп IV вимагав від Папського престолу підпорядкувати госпітальєрів місцевим єпископам. Втім великому магістру вдалося зберегти майно та незалежність ордену. Єдиною поступкою стало внесення до статуту ордену положення, за яким обраних Генеральним капітулом великих магістрів і зміни до статуту тепер затверджував папа римський.
У 1312 році зумів домогтися від папи римського рішення (булла Ad providam) щодо передачі земель тамплієрів ордену госпітальєрів. Проте не скрізь це відбулося, оскільки внаслідок цього рішення госпітальєри перетворювалися на великих сеньйорів та значну потугу. Тому в Кастилії, Франції і Португалії госпітальєри не отримали нічого з володінь тамплієрів. Загалом процес передачі майна тривав 10 років.
Водночас лицарям довелося захищати захоплені землі від спроб Месуд-бея відвоювати втрачене. 1311 року новим супротивником госпітальєрів стали генуезці, майно яких було конфісковано на Родосі на початку того ж року. Втім ордену вдалося відбити спільні дії турків і генуезців, завдавши поразки флоту бейліка біля о. Андрос 1312 року. У відповідь орденський флот сплюндрував узбережжя Ментеше та почав піратські дії проти генуезьких суден.
Основні зусилля були спрямовані на облаштуванні ордену на нових землях. З 1313 року Фульк де Вілларе став карбувати перші монети ордену. Окрім Родосу було підпорядковано сусідні невеличкі острови — 1313 року — Карпатос, Сарія, Касос (віднято в венеційця Андре І Корнаро), Кос — 1314 року, Нісірос — 1316 року. Також було зведено Родоський замок і палац великого магістра, куди було перенесено резиденція великого магістра госпітальєрів, розширено військовий флот, побудовано комори, відкриті школи, створено великий шпиталь.
З 1316 року вимушений був поступитися фактичною владою в європейських володіннях ордену папі римському Івану XXII, який 1318 року призначив усіх пріорів ордену в Європі терміном на 10 років.
Більшу небезпеку становили венеційці, що закріпилися на Криті і 1318 року уклали союз з бейліком Ментеше. ще раніше під тиском уряду Венеції 1316 року повернув роду Корнаро острови Карпатос, Сакія і Касос. Втім у 1318—1319 роках флот госпітальєрів успішно діяв проти бейліків. Проте до 1319 року зумів захопити острови Симі, Халкі і Тілос.
Після зникнення загрози з боку бейліка Ментеше серед госпітальєрів почалися чвари. Частина братчиків була невдоволена авторитарними діями великого магістра, що не рахувався з думкою капітула. Конфлікт призвів до того, що супротивники де Вілларе утворили Конвент, який обрав свого великого магістра Моріса де Паньяка. Але його не визнав папа римський Іван XXII, оскільки це суперечило статуту ордену. Втім подальші дії де Вілларе викликали загальне збурення лицарів. Щоб уникнути арешту великому магістру довелося сховатися в замку Ліндос, в 7 милях від міста Родос. 12 квітня 1319 року він зрікся посади великого магістра. Для виконання обов'язків магістра старшим лейтенантом ордену папа римський призначив Роже де Пена. 1319 року відбулося засідання генерального капітула, який обрав новим великим магістром Еліона де Вільнева. Паньяка було призначено командором Кілікії і Кіпру.

### Подальша доля
Невдовзі призначається пріором Капуї, що забезпечило Філька безбідним існуванням. Проте де Вілларе продовжував час від часу приїздити на Родос, що спричинило невдоволення нового великого магістра госпітальєрів. Тому у 1325 році призначається пріором Риму. На цій посаді перебував до 1326 року.
За цим від папи римського отримав пенсію 2 тис. флоринів з доходів пріоратів Наварри і Шампані. З цього часу Фульк де Вілларе більшість часу проводив у родинних володіннях. Помер 1327 року в м.Тейран. Поховано в церкві Сен-Жан в Монпельє.